# Rue des Wallons (Paris)
Pour les articles homonymes, voir Rue des Wallons.
La rue des Wallons est une voie située dans le quartier de la Salpêtrière du 13e arrondissement de Paris.

## Situation et accès
La rue des Wallons est accessible par la ligne 5 à la station Saint-Marcel.

## Origine du nom
Elle porte le nom de la population belge de culture française habitant la moitié sud-orientale de la Belgique.

## Historique
La voie est ouverte par la Ville de Paris en 1912 sur l'emplacement de l'ancien marché aux chevaux.

## Bâtiments remarquables et lieux de mémoire
- La rue longe l'arrière de l'Institut de paléontologie humaine.

L'athlète Louis Raimbourg a habité au no 4.